# Yenidze

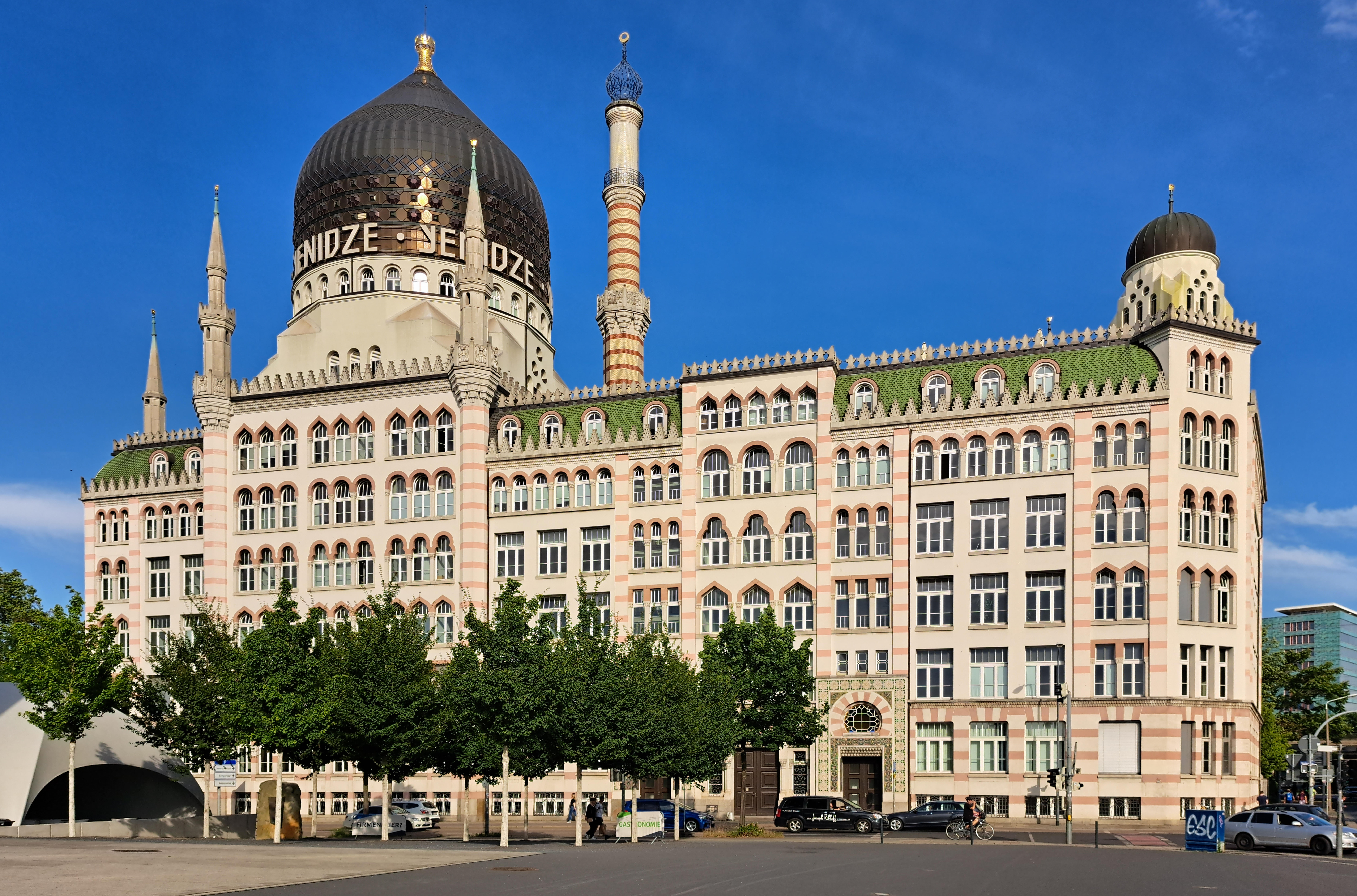
Yenidze in Dresden

De Orientalische Tabak- und Cigarettenfabrik Yenidze, is een voormalige sigarettenfabriek in Dresden in de Duitse deelstaat Sachsen. De fabriek werd in de jaren 1908–1909 gebouwd in oriëntaalse stijl en werd daarom ook wel de tabaksmoskee genoemd. De minaretten dienden als schoorsteen en onder de glazen koepel werd de tabak gedroogd.
Ondernemer Hugo Zietz, die de tabak voor zijn sigaretten importeerde uit de Ottomaanse stad Yenidze (nu Genisea in Griekenland), wilde in Dresden een opvallende en monumentale fabriek bouwen om zijn sigaretten te promoten. Yenidze lag voor de Eerste Wereldoorlog in het Ottomaanse Rijk, tegenwoordig heet de plaats Genissea, in de regio Xanthi in Griekenland. Zietz produceerde de merken Salem, Mogul, Murad en Fatima. De arbeidsomstandigheden in de fabriek waren hun tijd ver vooruit. Architect Martin Hammitzsch liet zich voor zijn oriëntaalse ontwierp inspireren door een grafmonument in de Egyptische stad Caïro en paste naast oriëntaalse ook Jugendstilelementen toe. Omdat de Yenidze vlak bij de historische, barokke binnenstad van Dresden gebouwd werd, was er veel weerstand tegen de bouw.
Bij het bombardement op Dresden in de nacht van 13 op 14 februari 1945 werd de Yenidze zwaar beschadigd, maar in 1996 is het gebouw geheel gerestaureerd. Tegenwoordig is het in gebruik als kantoor en is er een restaurant met uitzicht over de stad in gevestigd. Onder de glazen koepel worden sprookjeslezingen in oriëntaalse sfeer georganiseerd. ’s Nachts wordt de glazen koepel van binnen uit belicht, wat een sprookjesachtig effect oproept.